# Athletic Club Sparta Praha fotbal 2002-2003
Questa voce raccoglie le informazioni riguardanti l'Athletic Club Sparta Praha fotbal nelle competizioni ufficiali della stagione 2002-2003.

## Stagione
Lo Sparta Praga vince il campionato, conquistando l'ottavo titolo ceco. In coppa eliminano OEZ Letohrad (1-4) e Pardubice (1-2) ma cadono 0-4 contro la Dynamo České Budějovice.
In UEFA Champions League i cechi non superano i preliminari: dopo aver agevolmente eliminato il T'orp'edo Kutaisi (5-1) vengono estromessi dal Genk (4-4, regola dei gol fuori casa).

## Calciomercato
Vengono ceduti Čech (al Rennes per 5 milioni di euro), Križanac (Górnik Zabrze), Horák (allo Zenit per 500.000 euro), Svoboda (Viktoria Plzeň), Slončík (Újpest), Papoušek (Slovan Liberec), Babnic (Tescoma Zlín), Blaha (Slovan Liberec), Hartig (Bohemians Praga), Tuma (Marila Příbram) e nel gennaio del 2003 Mareš (allo Zenit per 700.000 euro), Jarošík (al CSKA Mosca per 3 milioni di euro) e Čížek (al Rubin Kazan' per 500.000 euro).
Vengono acquistati Kouba (Jablonec), Blažek (Marila Příbram), Petráš, Poborský (Lazio), Sivok (nel gennaio del 2002 dalla Dynamo České Budějovice per 425.000 euro, squadra nella quale giocò anche tra gennaio e giugno del 2002 in prestito dallo Sparta Praga), Baranek (dal Colonia per 400.000 euro), Cesarec, Pospíšil (Viktoria Žižkov), nel dicembre del 2002 Labant (West Ham) e nel gennaio del 2003 Homola (Jablonec).

## Organico

### Rosa
| N. |                       | Ruolo | Calciatore         |
| -- | --------------------- | ----- | ------------------ |
| 1  | Rep. Ceca (bandiera)  | P     | Petr Kouba         |
| 2  | Rep. Ceca (bandiera)  | D     | Zdeněk Grygera     |
| 3  | Slovacchia (bandiera) | D     | Vladimír Labant    |
| 5  | Rep. Ceca (bandiera)  | D     | Jan Flachbart      |
| 6  | Rep. Ceca (bandiera)  | C     | Jiří Novotný       |
| 7  | Rep. Ceca (bandiera)  | C     | Lukáš Zelenka      |
| 8  | Rep. Ceca (bandiera)  | C     | Karel Poborský     |
| 9  | Rep. Ceca (bandiera)  | A     | Marek Kincl        |
| 10 | Slovacchia (bandiera) | C     | Rastislav Michalík |
| 11 | Croazia (bandiera)    | A     | Danijel Cesarec    |
| 12 | Rep. Ceca (bandiera)  | P     | Michal Špit        |
| 13 | Rep. Ceca (bandiera)  | D     | Martin Klein       |
| 14 | Rep. Ceca (bandiera)  | C     | Libor Sionko       |

| N. |                       | Ruolo | Calciatore       |
| -- | --------------------- | ----- | ---------------- |
| 15 | Rep. Ceca (bandiera)  | A     | Michal Pospíšil  |
| 16 | Rep. Ceca (bandiera)  | D     | Tomáš Hübschman  |
| 17 | Rep. Ceca (bandiera)  | C     | Tomáš Sivok      |
| 18 | Rep. Ceca (bandiera)  | A     | Radim Holub      |
| 19 | Slovacchia (bandiera) | D     | Martin Petráš    |
| 21 | Rep. Ceca (bandiera)  | A     | Tomáš Jun        |
| 22 | Rep. Ceca (bandiera)  | D     | Jiří Homola      |
| 23 | Rep. Ceca (bandiera)  | C     | Miroslav Baranek |
| 24 | Camerun (bandiera)    | D     | Patrice Abanda   |
| 26 | Rep. Ceca (bandiera)  | D     | Michal Žižka     |
| 27 | Rep. Ceca (bandiera)  | D     | Radek Mynář      |
| 28 | Rep. Ceca (bandiera)  | C     | Pavel Zavadil    |
| 29 | Rep. Ceca (bandiera)  | P     | Jaromír Blažek   |

### Staff tecnico
Jan Stejskal è l'allenatore dei portieri.